# Cazaux-Fréchet-Anéran-Camors
Cazaux-Fréchet-Anéran-Camors település Franciaországban, Hautes-Pyrénées megyében. Lakosainak száma 65 fő (2022. január 1.). Cazaux-Fréchet-Anéran-Camors Bordères-Louron, Bourg-d’Oueil, Jurvielle, Adervielle-Pouchergues, Avajan, Estarvielle, Mont és Vielle-Louron községekkel határos.

## Népesség
A település népességének változása:
| Lakosok száma | 58   | 47   | 48   | 48   | 52   | 56   | 60   | 63   | 65   |
|               | 2013 | 2015 | 2016 | 2017 | 2018 | 2019 | 2020 | 2021 | 2022 |